# Police 24/7
Police 24/7 (ザ・警察官, The Keisatsukan: Shinjuku Ni Juu Yon Toki), ou Police 911 en Amérique du Nord, est un jeu vidéo de tir au pistolet développé et édité par Konami sur borne d'arcade en 2000, puis adapté sur PlayStation 2 fin 2001.

## Accueil
- Jeuxvideo.com : 8/20[1]